# Linea Bantan
La linea Bantan (播但線?, Bantan-sen) è una ferrovia a scartamento ridotto che collega le città di Himeji e Asago, entrambe nella prefettura di Hyōgo in Giappone. La linea è gestita dalla West Japan Railway Company (JR West).
Il nome della linea deriva dal fatto che collega le zone un tempo note come province di Harima e Tajima.

## Storia
La sezione tra le stazioni di Himeji e Teramae fu aperta nel 1894 dalla Ferrovia Bantan (播但鉄道?). La linea fu estesa a Hase nel gennaio dell'anno successivo, poi a Ikuno in aprile. La linea arrivò a Nii nel 1901. Nel 1903, la ferrovia Bantan fu acquistata dalla compagnia ferroviaria Sanyo che estese la linea fino a Wadayama. La linea fu nazionalizzata nel 1906.
Il nome della linea deriva dalla fusione delle parole delle due antiche province giapponesi che la linea attraversa, ovvero la provincia di Harima (播磨国?) che veniva chiamata anche 播州 (Banshū?) e quella di Tajima (但馬国?) chiamata 但州 (Tanshū?) che divenne il portmanteau della linea 播但 (Bantan?).

## Servizi
La linea è solo parzialmente elettrificata, e quindi anche le relazioni sono separate in due tratte. La parte elettrificata, da Himeji a Teramae, e la parte non elettrificata, da Teramae a Wadayama. Tutti i treni locali effettuano tutte le fermate della linea, mentre i treni non locali la percorrono tutta. L'espresso limitato Hamakaze che connette la regione del Kinki con la linea principale San'in utilizza la linea Bantan.

## Stazioni
| Stazione | Stazione | km da Tsuge | Collegamenti                                                         | Posizione | Posizione |
| --- | -------- | ----------- | -------------------------------------------------------------------- | --------- | --------- |
| Himeji1 | 姫路     | 0.0         | Linea principale Sanyō (Linea JR Kōbe) Linea Kishin Sanyō Shinkansen | Himeji    | Hyōgo     |
| Kyōguchi | 京口     | 1.7         |                                                                      | Himeji    | Hyōgo     |
| Nozato | 野里     | 4.3         |                                                                      | Himeji    | Hyōgo     |
| Tohori | 砥堀     | 6.0         |                                                                      | Himeji    | Hyōgo     |
| Nibuno | 仁豊野   | 8.2         |                                                                      | Himeji    | Hyōgo     |
| Kōro | 香呂     | 11.2        |                                                                      | Himeji    | Hyōgo     |
| Mizoguchi | 溝口     | 13.2        |                                                                      | Himeji    | Hyōgo     |
| Fukusaki1 | 福崎     | 17.1        |                                                                      | Fukusaki  | Hyōgo     |
| Amaji | 甘地     | 20.6        |                                                                      | Ichikawa  | Hyōgo     |
| Tsurui | 鶴居     | 24.5        |                                                                      | Ichikawa  | Hyōgo     |
| Niino | 新野     | 27.7        |                                                                      | Kamikawa  | Hyōgo     |
| Teramae1 | 寺前     | 29.6        |                                                                      | Kamikawa  | Hyōgo     |
| Hase | 長谷     | 35.9        |                                                                      | Kamikawa  | Hyōgo     |
| Ikuno1 | 生野     | 43.6        |                                                                      | Asago     | Hyōgo     |
| Nii | 新井     | 51.9        |                                                                      | Asago     | Hyōgo     |
| Aokura | 青倉     | 55.6        |                                                                      | Asago     | Hyōgo     |
| Takeda | 竹田     | 59.9        |                                                                      | Asago     | Hyōgo     |
| Wadayama1 | 和田山   | 65.7        | - Linea principale San'in                                            | Asago     | Hyōgo     |
| Note 1. Fermate dei treni Hamakaze - I treni locali fermano a tutte le stazioni e il tragitto richiede un cambio a Teramae. |          |             |                                                                      |           |           |